# Boris Blacher
Boris Blacher (ur. 6 stycznia?/19 stycznia 1903 w Niuzhuang (obecnie Yingkou), zm. 30 stycznia 1975 w Berlinie) – kompozytor i muzykolog niemiecki.

## Życiorys
Ojciec Borisa Blachera był Niemcem pochodzącym z Tallinna, dyrektorem rosyjsko-niemieckiego banku kierującym oddziałami tegoż banku w Chinach, na Syberii i Mandżurii.
Boris Blacher uczęszczał do szkół w Yantai, Wuhan, Irkucku i Harbinie. Opanował biegle wiele języków: niemiecki, rosyjski, angielski, chiński, włoski. Uczył się gry na skrzypcach i fortepianie. Zainteresował się teatrem operowym i pracował jako wolontariusz na różnych scenach.
W roku 1922 przez Szanghaj i Paryż dotarł do Berlina. Początkowo studiował architekturę i matematykę, od 1924 rozpoczął wyższe studia muzyczne. W roku 1925 skomponował muzykę do filmu o Bismarcku, w 1927 trzy utwory na flet, dwa klarnety i perkusję, w 1929 kameralną operę dadaistyczną Habemeajaja. Utrzymywał się z lekcji muzyki, pisania utworów rozrywkowych i z akompaniowania przy projekcji niemych filmów.
W roku 1937 Filharmonicy Berlińscy wykonali jego Concertante Musik für Orchester pod dyrekcją Carla Schurichta. Został pedagogiem w Konserwatorium Drezdeńskim, lecz w 1939 pozbawiono go pracy, gdyż wystąpił w obronie muzyki Arnolda Schönberga, Paula Hindemitha i Dariusa Milhauda.
Po II wojnie światowej stworzył wiele kompozycji, m.in. popularne „Wariacje na temat Paganiniego”. Prowadził klasę kompozycji w Międzynarodowym Instytucie Muzycznym w Berlinie-Zehlendorf. W 1948 został powołany na profesora Wyższej Szkoły Muzycznej w Berlinie Zachodnim (niem. Hochschule für Musik) – współcześnie to fakultet Berlińskiego Uniwersytetu Sztuk Pięknych (niem. Universität der Künste Berlin), w 1953 został jej prezesem.
Boris Blacher napisał m.in. 14 oper, 9 baletów, koncerty na fortepian, skrzypce, altówkę, wiolonczelę, trąbkę i klarnet, oraz symfonie, kantaty, utwory chóralne i kameralne oraz pieśni.
W swoich utworach korzystał z własnego systemu „zmiennego metrum”. Większość kompozycji była utrzymana w konwencji atonalnej, lecz dzięki barwnej instrumentacji i pogodnemu nastrojowi cieszyła się powszechnym uznaniem.
W roku 1960 Blacher zajął się muzyką elektroniczną. Interesował się też jazzem. Do jego uczniów należało wielu później sławnych kompozytorów, m.in. Gottfried von Einem, Francis Burt, Klaus Huber i Aribert Reimann. W 1959 odznaczony został Wielkim Krzyżem Zasługi Orderu Zasługi Republiki Federalnej Niemiec, zaś w 1974 roku otrzymał austriacką Odznakę Honorową za Naukę i Sztukę.
Żoną Borisa Blachera była pianistka Gerty Blacher-Herzog. Spośród czworga dzieci dwoje zostało artystami, młodszy syn Kolja został skrzypkiem i profesorem Szkoły Wyższej Muzyki i Teatru w Hamburgu, córka Tatiana została aktorką.

## Dzieła

### Opery
- Habemeajaja. Opera kameralna (1929)
- Fürstin Tarakanowa. (Hrabina Tarakanowa) Opera (1940)
- Die Flut. (Powódź) Opera (1946 premiera radiowa, 1947 premiera sceniczna)
- Die Nachtschwalbe (Nocna jaskółka) Nokturn dramatyczny (1948)
- Preußisches Märchen. (Bajka pruska) Ballet-Opera (1949)
- Abstrakte Oper Nr. 1 (Opera abstrakcyjna) (1953/57)
- Rosamunde Floris. Opera (1960)
- Zwischenfälle bei einer Notlandung. (Wypadki podczas awaryjnego lądowania) Opera (1964)
- Zweihunderttausend Taler. (Dwieście tysięcy talarów) Opera (1969)
- Yvonne, Prinzessin von Burgund. (Iwona, księżniczka Burgunda) Opera (1973)

### Balety
- Fest im Süden. (Święto na południu) Dramat taneczny (1935)
- Chiarina. Balet (1946)
- Hamlet. Balet (1949)
- Lysistrata. Balet (1950)
- Tristan. Balet (1965)

### Utwory chóralne
- Gesang der Rotationsmaschinen (Śpiew maszyn rotacyjnych) na chór mieszany (1930)
- Der Großinquisitor. (Wielki Inkwizytor) Oratorium (1942)
- Requiem (1958)

### Utwory na orkiestrę
- Concerto für 2 Trompeten und 2 Streichorchester (Koncert na dwie trąbki i dwie orkiesrty smyczkowe) (1931)
- Kleine Marschmusik für Orchester (Mała muzyka marszowa na orkiestrę) (1932)
- Kurmusik für kleines Orchester (Muzyka zdrojowa na małą orkiestrę) (1933)
- Divertimento für Streichorchester (Divertimento na orkiestrę smyczkową) (1935)
- Divertimento für sinfonisches Blasorchester (Divertimento na symfoniczną orkiestrę dętą) (1936)
- Concertante Musik (Muzyka koncertująca) na orkiestrę (1937)
- Rondo für Orchester (Rondo na orkiestrę) (1938)
- La Vie. (Życie) Sceny taneczne na orkiestrę (1938)
- Estnische Tänze (Tańce estońskie) na 10 instrumentów dętych (1938)
- Hamlet. Poemat symfoniczny na wielką orkiestrę (1940)
- Symphonie Nr. 2 in D (II Symfonia D-dur) (1942)
- Partita für Streicher und Schlagzeug (Partita na smyczki i perkusję) (1945)
- Erstes Klavierkonzert (I Koncert fortepianowy) (1947)
- Paganini-Variationen (Wariacje na temat Paganiniego) na orkiestrę (1947)
- Konzert für Violine und Orchester (Koncert skrzypcowy) (1948)
- Zweites Klavierkonzert (II koncert fortepianowy ze zmiennym metrum) (1952)
- Konzert für Bratsche u. Orchester (Koncert na altówkę i orkiestrę) (1954)
- Zwei Inventionen für Orchester (Dwie inwencje na orkiestrę) (1954)
- Hommage à Mozart (Hołd dla Mozarta) (1956)
- Music for Cleveland (1957)
- Musik für Osaka (1970)
- Konzert für Klarinette und Kammerorchester (Koncert na klarnet i orkiestrę kameralną) (1971)
- Poème (Poemat) na wielką orkiestrę (1974)

### Inne utwory
- Jazz-Koloraturen für Sopran, Altsaxophon und Fagott (Koloratury jazzowe na sopran, saksofon altowy i fagot) (1929)
- I. Streichquartett (I Kwartet smyczkowy) (1929)
- Ornamente. (7 studiów zmiennego metrum na fortepian) (1950)
- Sonate für Violine solo (Sonata na skrzypce solo) (1951)
- Epitaph, IV. Streichquartett (Epitafium. IV kwartet smyczkowy) (1951)
- Aprèslude. Cztery pieśni do słów Gottfrieda Benna (1958)
- Jüdische Chronik. (Krronika żydowska) (wspólnie z kompozytorami: Paul Dessau, Karl Amadeus Hartmann, Hans Werner Henze i Rudolf Wagner-Régeny, 1961)
- Multiple Raumperspektiven für Klavier und drei Klangerzeuger (Wielokrotne perspektywy przestrzenne na fortepian i trzy źródła dźwięku) (1962)
- Studie in Schwarz (Studium w czerni) (1962)
- Glissierende Deviationen (Dewiacje glissando) (1962)
- Der Astronaut. Major Cooper umkreist die Erde. (Astronauta. Major Cooper okrąża Ziemię) Elektroniczne studium przestrzeni (1963)
- Skalen 2:3:4 (1964)
- Variationen über ± 1 für Streichquartett und Jazz-Combo (Wariacje na temat ± 1 na kwartet smyczkowy i jazz-combo) (1966)
- Variationen über einen divergierenden c-moll-Dreiklang, V. Streichquartett (Wariacje na temat różnicującego się trójdźwięku c-moll) (1967)
- Blues, Espagnola und Rumba philharmonica na 12 wiolonczeli solo (1972)
- 24 Préludes für Klavier (24 preludia na fortepian) (1974)